# Владислав (Митрович)
Митрополит Владислав (в миру Воислав Митрович, серб. Војислав Митровић; 26 мая 1913, деревня Старо-Село, Босния — 13 сентября 1992, Валево, Сербия) — епископ Сербской Православной Церкви, митрополит Дабро-Босанский.

## Биография
Начальное образование получил в Гламоче, затем окончил гимназию в Приедоре, семинарию в Сараеве и Богословский факультет Белградского университета. Стремясь овладеть исторической наукой, он поступил на философский факультет в Белграде (история Византии, общая и национальная история), который окончил с большим успехом, защитив работу эту тему: «Богомильство в Византии».
До выборов епископ служил в церковном суде в Баньялуке (1932—1935) и с 1940 года. до 1950-х годов. он был верующим в разных местах Боснии и Сербии. Год 1950 года. он был назначен профессором семинарии Святого Саввы в монастыре Раковица.
С 1932 по 1935 год служил в церковном суде в Баня-Луке.
С 1940 по 1946 годы — законоучитель в школах Боснии и Сербии.
С 1950 года — профессор богословия в семинарии при монастыре Раковица.
15 мая 1952 года в Монастыре Раковица митрополитом Дабро-Босанским Нектарием (Крулем) был пострижен в монашество с именем Владислав.
28 июня того же года был рукоположён в сан диакона.
27 января 1953 года рукоположён в сан иерея.
В 1953 года возведен в чин синкелла, с 1955 года — протосинкелл.
31 июля 1955 года в Соборной церкви Белграда хиротонисан во епископа Захумско-Герцеговинского. Хоротонию совершили Патриарх Сербский Викентий, Митрополит Дабро-Боснийский Нектарий (Круль), епископ Будимский Герман (Джорич) и епископ Топличнский Досифей (Стойковский).
Восстановил многие храмы и несколько монастырей, пострадавших во время Второй мировой войны, рукоположил значительное число священнослужителей.
В 1966 году, после смерти митрополита Нектария, назначен администратором Дабро-Босанской епархии.
1 июня 1967 года назначен митрополитом Дабро-Боснийским с сохранением управления Захумско-Герцеговинской епархией.
Особое внимание уделял увеличению числа и повышению уровня образования священнослужителей. Организовывал в епархиях проведение празднований в честь святителя Саввы Сербского и важных дат истории Сербии. Бывал с Официальными визитами в Женеве, Москве, Бухаресте и др.
Председательствовал на Архиерейском Соборе Сербской православной церкви 1990 года по избранию нового Патриарха Сербского.
В 1991 году, несмотря на начало гражданской войны, не покинул епархию и проживал в монастыре Житомислич, подвергавшемся в этот период обстрелу усташских бригад.
В начале 1992 году из-за болезни был перевезён в Белград, в мае 1992 года решением Архиерейского Собора почислен на покой с определением проживания в монастыре Докмир под городом Уб.
Скончался 13 сентября 1992 года в Валеве. Похоронен в монастыре Докмир.
В сентябре 2002 года, согласно завещанию, его останки были перенесены и захоронены в соборной церкви Сараева.